# Ācāra
Acara (ou achara) é um termo sânscrito (Devanagari: आचार) que significa conduta, 'guia', 'disciplina' ou 'cotidiano'. Refere-se às normas da prática, ordens ou guia de religião. Pode se aplicar à conduta em geral, qualquer aspecto que faça o praticante se aproximar da auto-realização.
De fato, no tantrismo, há uma importante distinção entre se proceder pela mão direita dakshina-acara e pela mão esquerda Vama-acara.
Existem muitos livros e guias que têm a palavra Achara antes do título para indicar que este é um livro de normas como: Achara chandrika, regras sobre costumes noturno dos Sudras; Acharadarsa, regras paras olhar através de vidro; Achara dipa, 'guia sobre lamparinas etc.
No Kula Arnava tantra, os sete caminhos na vida são distingüíveis, na ordem ascendente:
1. Veda Acara  (o  caminho pelo rituais vêdicos)
2. Vaishnava Acara (o caminho sobre a liderança de vishnu)
3. Shaiva Acara (o caminho sobre a liderança de Shiva)
4. Dakshina Acara (o caminho da mão direita)
5. Vama Acara (o caminho da mão esquerda)
6. Siddhanta Acara (o caminho doutrinário)
7. Kula Acara (o caminho de kula, que o princípio feminino, ou shakti).

O Kula Acara é conhecido como mais excelente e mais secreto de todas as aproximações.